# Кюнен, Михаэль
Михаэль Алоизиус Альфонс Кюнен (нем. Michael Aloysius Alfons Kühnen; 21 июня 1955, Бонн — 25 апреля 1991, Кассель) — немецкий неонацист. Видная фигура неонацистского движения в послевоенной Германии.

## Биография
С 14 лет участвовал в движении националистов, в молодёжной организации Национал-демократической партии Германии. В 1977 году был изгнан из бундесвера за создание правоэкстремистской группировки в рядах армии. 8 мая 1977 года Кюнен создал организацию «Штурм СА Гамбург» (SA-Sturm Hamburg), из которой 26 ноября в том же году образовался Фронт действия национал-социалистов (Aktionsfront Nationaler Aktivisten — ANS), с 1979 был одним из лидеров Свободной немецкой рабочей партии (FAP). В то же время Михаэль Кюнен некоторое время являлся заместителем председателя гамбургской организации консервативной «Четвёртой партии».
В 1978 году за использование нацистской символики Кюнен был приговорён к тюремному заключению на полгода, а год спустя — к четырехгодичному заключению — за разжигание межнациональной розни и распространение экстремистских пропагандистских материалов. В заключении написал и издал книгу «Вторая революция» (Die zweite Revolution). Спустя небольшое время после досрочного освобождения в 1982 году скрывался от полиции в Европе, но в Италии был пойман, передан властям Германии и вновь попал в тюрьму.
В общей сложности он провёл в тюрьме семь с половиной лет. 1 сентября 1986 года Кюнен совершил «каминг-аут», открыто объявив о своих гомосексуальных наклонностях, что вызвало отвращение со стороны его соратников. В 1989 его фактически изгнали из FAP. Однако несмотря на негативную реакцию, Кюнен продолжил свою деятельность и создал организацию Немецкая альтернатива. В 1990 году он разработал «Рабочий план Восток» (Arbeitsplan Ost) с программой создания националистических структур на территории бывшей ГДР. В это же время Кюнен сформировал боевую группировку «Антисионистский легион» (Antizionistische Legion). Перед своей смертью он успел создать ещё одну организацию «Сообщество единомышленников Нового фронта» (Gesinnungsgemeinschaft der Neuen Front — GdNF). Умер 25 апреля 1991 года в возрасте 35 лет. Медики отказались назвать причину смерти.